# Campeonato Francês de Futebol de 2014-15 - Segunda Divisão
A Ligue 2 2014-15 (até 2002 chamada de Division 2) é a segunda divisão do futebol da França, organizada pela FFF Teve inicio no dia 1 de outubro de 2014, com o final previsto para o dia 22 de Maio de 2015

## Regulamento
A Ligue 1 é disputada por 20 clubes em 2 turnos. Em cada turno, todos os times jogam entre si uma única vez. Os jogos do segundo turno serão realizados na mesma ordem no primeiro, apenas com o mando de campo invertido. Não há campeões por turnos, sendo declarado campeão o time que obtiver o maior número de pontos após as 38 rodadas sendo e rebaixados os três com menor número de pontos.
O campeonato dá três vagas à Ligue 1 2015-16

### Critérios de desempate
Caso haja empate de pontos entre dois clubes, os critérios de desempates serão aplicados na seguinte ordem:
1. Saldo de gols
2. Gols marcados
3. Confronto direto
4. Fairplay Esportivo

## Equipes Temporada 2014-15
| Clube                               | Cidade           | Estádio                     | Capacidade |
| ----------------------------------- | ---------------- | --------------------------- | ---------- |
| Ajaccio                             | Ajaccio          | Stade François Coty         | 10.500     |
| Angers                              | Angers           | Stade Jean Bouin            | 16.300     |
| Gazélec Football Club Ajaccio       | Ajaccio          | Stade Ange-Casanova         | 6.000      |
| Châteauroux                         | Châteauroux      | Stade Gaston-Petit          | 17.072     |
| Clermont                            | Clermont-Ferrand | Stade Gabriel-Montpied      | 11.980     |
| Dijon                               | Dijon            | Stade Gaston-Gérard         | 16.000     |
| AJ Auxerre                          | Auxerre          | Stade de l'Abbé-Deschamps   | 23.467     |
| Athlétic Club Arles-Avignon         | Avinhão          | Parc des Sports             | 17.528     |
| Union Sportive Créteil-Lusitanos    | Créteil          | Stade Dominique Duvauchelle | 12.150     |
| Laval                               | Laval            | Stade Francis-Le-Basser     | 18.739     |
| Le Havre                            | Le Havre         | Stade Océane                | 25.178     |
| Chamois Niortais                    | Niort            | Stade René-Gaillard         | 10.898     |
| Association Sportive Nancy-Lorraine | Nancy            | Stade Marcel Picot          | 20.085     |
| Nîmes                               | Nîmes            | Stade des Costières         | 18.482     |
| US Orléans                          | Orleães          | Stade de la Source          | 8.000      |
| Stade Brestois 29                   | Brest            | Stade Francis-Le Blé        | 10.228     |
| Football Club Sochaux-Montbéliard   | Montbéliard      | Stade Auguste Bonal         | 20.005     |
| Tours                               | Tours            | Stade de la Vallée du Cher  | 15.827     |
| Troyes                              | Troyes           | Stade de l'Aube             | 20.400     |
| Valenciennes Football Club          | Valenciennes     | Stade Nungesser             | 16.547     |

## Classificação
Classificação atualizada ate 03 de Março de 2015.
| Pos | Equipes                             | Pts | J  | V  | E  | D  | GM | GS | SG  | Classificação ou rebaixamento               |
| 1   | Troyes                              | 50  | 26 | 15 | 5  | 6  | 39 | 16 | +23 | Promoção para a Ligue 1 2015–16             |
| 2   | GFC Ajaccio                         | 45  | 26 | 13 | 6  | 7  | 34 | 28 | +6  | Promoção para a Ligue 1 2015–16             |
| 3   | Dijon                               | 44  | 26 | 13 | 5  | 8  | 31 | 25 | +6  | Promoção para a Ligue 1 2015–16             |
| 4   | Stade Brestois 29                   | 43  | 26 | 11 | 10 | 5  | 30 | 17 | +13 |                                             |
| 5   | Angers                              | 41  | 25 | 12 | 5  | 8  | 36 | 24 | +12 |                                             |
| 6   | Association Sportive Nancy-Lorraine | 39  | 26 | 10 | 9  | 7  | 40 | 29 | +11 |                                             |
| 7   | Football Club Sochaux-Montbéliard   | 39  | 26 | 10 | 9  | 7  | 27 | 23 | +4  |                                             |
| 8   | Laval                               | 38  | 26 | 8  | 14 | 4  | 26 | 22 | +4  |                                             |
| 9   | Le Havre                            | 36  | 26 | 9  | 9  | 8  | 35 | 29 | +6  |                                             |
| 10  | AJ Auxerre                          | 36  | 25 | 8  | 12 | 5  | 30 | 25 | +5  |                                             |
| 11  | Nîmes                               | 35  | 26 | 9  | 8  | 9  | 32 | 38 | -6  |                                             |
| 12  | US Orléans                          | 32  | 26 | 7  | 11 | 8  | 28 | 30 | -2  |                                             |
| 13  | Chamois Niortais Football Club      | 31  | 26 | 6  | 13 | 7  | 25 | 28 | -3  |                                             |
| 14  | Union Sportive Créteil-Lusitanos    | 30  | 26 | 6  | 12 | 8  | 33 | 36 | -3  |                                             |
| 15  | AC Ajaccio                          | 30  | 26 | 6  | 12 | 8  | 22 | 26 | -4  |                                             |
| 16  | Clermont                            | 29  | 26 | 6  | 11 | 9  | 32 | 35 | -3  |                                             |
| 17  | Valenciennes Football Club          | 26  | 26 | 7  | 5  | 14 | 21 | 39 | -18 |                                             |
| 18  | Tours                               | 25  | 26 | 7  | 4  | 15 | 33 | 42 | -9  | Zona de rebaixamento à Championnat National |
| 19  | Châteauroux                         | 22  | 26 | 4  | 10 | 12 | 23 | 43 | -20 | Zona de rebaixamento à Championnat National |
| 20  | Athlétic Club Arles-Avignon         | 18  | 26 | 4  | 6  | 17 | 19 | 41 | -22 | Zona de rebaixamento à Championnat National |